# NGC 7810
NGC 7810 ist eine Spiralgalaxie vom Hubble-Typ Sab im Sternbild Pegasus nördlich der Ekliptik. Sie ist schätzungsweise 251 Millionen Lichtjahre von der Milchstraße entfernt und hat einen Durchmesser von etwa 90.000 Lj. Die Galaxie ist der namensgebende Teil der NGC 7810-Gruppe, zu der auch NGC 7803 und PGC 108 gehören.
Das Objekt wurde am 17. November 1784 von William Herschel entdeckt.